# Santana da Boa Vista
Santana da Boa Vista é um município brasileiro do estado do Rio Grande do Sul.

## Geografia
Localiza-se a uma latitude 30º52'19" sul e a uma longitude 53º06'55" oeste, estando a uma altitude média de 306 metros.
Possui uma área territorial de 1.420,617 km² e população de 8 163 habitantes.

### Turismo
- Cerro da Lagoa: ponto de maior altitude do município, é um platô,[6] que em seu topo, possui uma pequena lagoa.